# Pierwszy czwartek miesiąca
Pierwszy czwartek miesiąca – dzień obchodzony w Kościele katolickim przypadający w każdy pierwszy czwartek każdego miesiąca w roku. Jest on okazją do szczególnej wdzięczności Bogu za Najświętszy Sakrament, jako ofiarę, pokarm na drogę wieczności i stałą świętą obecność wśród wierzących. W tym dniu katolicy modlą się o powołania kapłańskie i zakonne oraz za kapłanów.